# Bivolari, Iași
Bivolari este satul de reședință al comunei cu același nume din județul Iași, Moldova, România.

## Istoric
Satul a fost atestat documentar pentru prima dată într-un hrisov de proprietate din 1548 sub numele rusesc Derenie, în traducere Cornișor, copac care face fructe (coarne). La acea dată moșia satului era în proprietatea lui Ștefan Negrul, a stolnicului Ignat și a lui Iosip Veveriță (fost postelnic și pârcălab de Hotin, decapitat la 1564 din ordinul lui Alexandru Lăpușneanu). În anul 1554, Petrea și Maria moștenesc partea bunicului lor, stolnicul Ignat, pentru ca în 1576, după o judecată domnească, diacul Condrea Rugină să primească partea lui Veveriță.
În timp, denumirea satului s-a schimbat în cea de Cornul lui Negru (după Ștefan Negrul), apoi Cornul Negru. Satul era clădit pe malul Prutului, în vecinătatea pădurii, aici acostând plutele cu scândură de brad din pădurile aflate în nordul Moldovei.
Desele inundații ale Prutului i-au determinat pe localnici să se mute pe o terasă înaltă din sud, în apropierea locului de popas al cărăușilor bivolari, întemeind satul Slobozia Bivolari (așa cum apare în cronica liuzilor din 1803). Pe acolo treceau negustorii armeni, turci sau evrei în drum spre Camenița sau spre Hotin, ei folosind bivolii pentru tractarea căruțelor. Acest lucru este demonstrat de existența unei ulițe armenești în fostul târg Bivolari.
La 13 iunie 1843, domnitorul Mihail Sturdza a emis hrisovul de înființare a târgului Bivolari, pe proprietatea hatmanului Iordache Ghica. Ca urmare, în mai 1844 s-a încheiat o înțelegere scrisă între proprietar și târgoveți, în care erau prevăzute o serie de drepturi și obligații pentru ambele părți. Printre obligațiile proprietarului era și cea de acordare a unui teren pentru construirea unui spital. Cum acesta a tot amânat acordarea terenului, autoritățile județene au construit un spital la Bivolari între anii 1881-1882 pe terenul unui țăran pe nume Ion Luca Ciobanu. Acesta a fost primul spital județean rural din județul Iași, având inițial o capacitate de 12 paturi.
În zilele de 3-5 martie 1907, în Bivolari s-a manifestat cu putere răscoala țăranilor. Clădirea spitalului a ars la 13 februarie 1912, într-un incendiu extins de la coșul bucătăriei. Spitalul a fost reconstruit între anii 1913-1915, noua clădire având 20 camere și o capacitate de 30 paturi. Ulterior, între anii 1973-1975 s-a construit o aripă la etaj, capacitatea spitalului crescând la 121 paturi.
După primul război mondial, moșia târgului Bivolari era în proprietatea omului politic Dimitrie A. Greceanu (fost deputat, senator, primar de Iași și ministru) și a academicianului Aristide Caradja. Reforma agrară din 1921 a împroprietărit țăranii cu loturi de pământ din moșia târgului, iar ce a mai rămas a fost vândut de Lucia Greceanu (moștenitoarea lui Dimitrie A. Greceanu) lui Moritz Stern.
Localitatea a fost bombardată de aviația sovietică în cel de-al doilea război mondial.